# Новосёлка (Городокский район)
Новосёлка (укр. Новосілка) — село в Городокском районе Хмельницкой области Украины.
Население по переписи 2001 года составляло 513 человек. Почтовый индекс — 32043. Телефонный код — 3251. Занимает площадь 1,51 км². Код КОАТУУ — 6821280402.

## Местный совет
32042, Хмельницкая обл., Городокский р-н, с. Бедриковцы, ул. Чкалова, 2